# Santa Rosa, Arizona
Santa Rosa je naseljeno područje za statističke svrhe u američkoj saveznoj državi Arizona. Prema popisu stanovništva iz 2010. u njemu je živjelo 628 stanovnika.